# Stary Szałas
Stary Szałas (słow. Starý salaš) – przełęcz w słowackich Tatrach Wysokich położona na wysokości 1302 m n.p.m. Znajduje się w bocznej grani Tatr, odchodzącej na północ od Golicy Jaworzyńskiej. Leży pomiędzy nią a Karczmarskim Wierchem. Na przełęczy znajduje się polana, na której jeszcze w latach 70. XX wieku stał służbowy budynek TANAP-u. Przełęcz tworzy dogodne połączenie pomiędzy Doliną Szeroką a Doliną Czerwoną.
Nazwa przełęczy pochodzi od szałasu pasterskiego, który niegdyś się tu znajdował. Wcześniejsze pomiary określały wysokość przełęczy na 1301, 1303 lub 1317 m.

## Historia
W 1898 r. ówczesny właściciel Jaworzyny Tatrzańskiej i okolicy Christian Hohenlohe postawił tu swoją leśniczówkę. Nazwał ją z niemiecka Tilly-Hütte na cześć swojej małżonki Ottilie (Tilly było zdrobnieniem od tego imienia). Nazwa została błędnie przetłumaczona jako Domek Tillego, więc nazewnictwo funkcjonowało nieprawidłowo.